# Ariel Winterová
Ariel Winterová (* 28. ledna 1998, San Diego, Kalifornie, Spojené státy americké) je americká herečka.
Její nejznámější rolí je Alex Dunphy v televizním seriálu Taková moderní rodinka a za kterou získala Cenu Sdružení filmových a televizních herců v kategorii nejlepší obsazení komediálního seriálu. V roce 2011 namluvila roli mořské víly Mariny v animovaném seriálu Jake a piráti ze Země Nezemě.

## Osobní život
V říjnu 2012 její sestra Shanelle Workman podala žádost o Arielino opatrovnictví, s odůvodněním, že je jejich matka fyzicky i emocionálně zneužívá. Dne 5. května 2014 soud nařídil Workman poručnictví a natrvalo vymanil Winter od matčina opatrovnictví. Jejich matka vydala později prohlášení, že se „rodina přes konflikt přenesla“. Winter dne 15. května 2015 na Twitteru zveřejnila, že se oficiálně osamostatnila od rodiny.
V červnu 2015 podstoupila operaci zmenšení prsou.
V dubnu 2016 byla přijata na Kalifornskou univerzita v Los Angeles, kam nastoupila na podzim 2017. Během natáčení filmu Dog Years se rozešla se svým přítelem Laurentem Gaudettem.

## Filmografie

### Film
| Rok  | Název filmu                                 | Role                           | Poznámky                                                |
| ---- | ------------------------------------------- | ------------------------------ | ------------------------------------------------------- |
| 2005 | Kiss Kiss Bang Bang                         | Harmony Faith Lane             |                                                         |
| 2006 | Bambi 2                                     | Thumperova sestra (hlas)       |                                                         |
| 2006 | Zvědavý George                              | Kid (hlas)                     |                                                         |
| 2006 | Doba ledová 2: Obleva                       | různé postavy (hlas)           |                                                         |
| 2006 | Za plotem                                   | různé postavy (hlas)           |                                                         |
| 2006 | Výprodej                                    | Dolly                          |                                                         |
| 2008 | Zmeškaný hovor                              | Ellie Layton                   |                                                         |
| 2008 | Horton                                      | různé role (hlas)              |                                                         |
| 2008 | Speed Racer                                 | mladá Trixie                   |                                                         |
| 2009 | Tales from the Catholic Church of Elvis!    | malá holčička                  |                                                         |
| 2009 | Afro Samurai: Resurrection                  | mladá Sio (hlas)               |                                                         |
| 2009 | Life Is Hot in Cracktown                    | Susie                          |                                                         |
| 2009 | Den naruby                                  | Carla Benson                   |                                                         |
| 2009 | Zataženo, občas trakaře                     | různé role (hlas)              |                                                         |
| 2009 | Duress                                      | Sarah Barnett                  |                                                         |
| 2009 | Final Fantasy VII: Advent Children          | Marlene (hlas)                 |                                                         |
| 2010 | Vrahouni                                    | Sadie                          |                                                         |
| 2010 | Nic & Tristan Go Mega Dega                  | Lisa                           |                                                         |
| 2010 | DC Showcase: Green Arrow                    | princezna Perdita (hlas)       |                                                         |
| 2011 | Garde na výletě                             | Sally Bradstone                |                                                         |
| 2011 | Phineas a Ferb v paralelním vesmíru         | Gretchen, další hlasy (hlas)   |                                                         |
| 2011 | Fred 2: Night of the Living Fred            | Talia                          |                                                         |
| 2012 | Amputace                                    | Grace                          |                                                         |
| 2012 | Norman a duchové                            | Blithe Hollow jako dítě (hlas) |                                                         |
| 2012 | Batman: Návrat Temného rytíře, část 1.      | Carrie Kelley/Robin (hlas)     |                                                         |
| 2012 | Sofie První: Byla nebyla jedna princezna    | Sofia (hlas)                   |                                                         |
| 2013 | Batman: Návrat Temného rytíře, část 2.      | Carrie Kelley/Robin (hlas)     |                                                         |
| 2013 | Dora the Explorer and the Destiny Medallion | Dora                           | krátký seriál z YouTube vysílaný na kanálu CollegeHumor |
| 2013 | Scooby-Doo! Tréma před vystoupením          | Chrissy Damon (hlas)           |                                                         |
| 2013 | Sofie První: Plovoucí zámek                 | Sofia (hlas)                   |                                                         |
| 2013 | Neuvěřitelná dobrodružství Tada Stonese     | Sara Lavrof (hlas)             |                                                         |
| 2014 | Dobrodružství pana Peabodyho a Shermana     | Penny Peterson (hlas)          |                                                         |
| 2015 | Maják                                       | Kate                           |                                                         |
| 2016 | Elena a tajemství Avaloru                   | Sofia (hlas)                   |                                                         |
| 2017 | The Last Movie Star                         | Lil                            |                                                         |
| 2017 | Šmoulové: Zapomenutá vesnice                | Šmoulinka Lily (hlas)          |                                                         |

### Televize
| Rok       | Název                        | Role                        | Poznámky                                      |
| --------- | ---------------------------- | --------------------------- | --------------------------------------------- |
| 2005      | Listen Up!                   | malá holčička               | díl: „Last Vegas“                             |
| 2005      | Tickle                       | Pipoca                      | díl: „Segments“                               |
| 2005      | Freddie                      | Hobo                        | díl: „Halloween“ (neuvedena v titulcích)      |
| 2006      | Můj přítel Monk              | Donna Cain                  | díl: „Mr. Monk and the Astronaut“             |
| 2006      | So NoTORIous                 | malá Tori                   | 5 dílů                                        |
| 2006      | Jericho                      | Julie                       | díl: „Pilot“                                  |
| 2006      | Sběratelé kostí              | Liza                        | díl: „The Girl with the Curl“                 |
| 2006      | Plastická chirurgie s. r. o. | dítě                        | díl: „Reefer“                                 |
| 2007      | Drzá Jordan                  | Gwen                        | díl: „Faith“                                  |
| 2007      | Shorty McShorts' Shorts      | Taffy                       | díl: „Flip-Flopped“                           |
| 2007      | Myšlenky zločince            | Katie Jacobs                | díl: „Seven Seconds“                          |
| 2007–2015 | Phineas a Ferb               | Gretchen, různé role (hlas) | 17 dílů                                       |
| 2008      | Posel ztracených duší        | Natalie                     | díl: „Imaginary Friends and Enemies“          |
| 2009      | Pohotovost                   | Lucy Moore                  | 5 dílů                                        |
| 2009      | Tučňáci z Madagaskaru        | malá holčička (hlas)        | díl: „What Goes Around / Mask of the Raccoon“ |
| 2009–2020 | Taková moderní rodinka       | Alex Dunphy                 | hlavní role                                   |
| 2011–2016 | Minnie's Bow-Toons           | veverka Roxie (hlas)        | 40 dílů                                       |
| 2011–2015 | Jake a piráti ze Země Nezemě | mořská víla Marina (hlas)   | 21 dílů                                       |
| 2011      | WWE Raw                      | samu sebe                   |                                               |
| 2011–2012 | Hodina duchů                 | Jenny                       | díl: „Fear Never Knocks“                      |
| 2012      | Winx Club                    | Macy (hlas)                 | díl: „The Lilo“                               |
| 2013–2018 | Sofie První                  | Sofia (hlas)                |                                               |
| 2016      | Milo a Murphyho zákon        | Jackie (hlas)               | díl: „The Wilder West“                        |

### Videohry
| Rok  | Název                         | Role         |
| ---- | ----------------------------- | ------------ |
| 2010 | Kingdom Hearts Birth by Sleep | mladá Kairi  |
| 2012 | Final Fantasy XIII-2          | Moglin       |
| 2012 | Guild Wars 2                  | Cassie       |
| 2014 | Kingdom Hearts HD 2.5 ReMIX   | Young Kairi  |
| 2015 | Final Fantasy Type-0 HD       | Moglin       |
| 2022 | The Quarry                    | Abigail Blyg |

## Ocenění a nominace
| Rok  | Ocenění                                     | Kategorie                                                                     | Práce                   | Výsledek  |
| ---- | ------------------------------------------- | ----------------------------------------------------------------------------- | ----------------------- | --------- |
| 2009 | Cena Sdružení filmových a televizních herců | Nejlepší seriálové obsazení (komedie)                                         | Taková normální rodinka | vítězství |
| 2010 | Young Artist Award                          | Nejlepší obsazení TV seriálu (společně s Nolanem Gouldem a Ricem Rodriguezem) | Taková normální rodinka | vítězství |
| 2010 | Cena Sdružení filmových a televizních herců | Nejlepší seriálové obsazení (komedie)                                         | Taková normální rodinka | vítězství |
| 2011 | Young Artist Award                          | Nejlepší obsazení TV seriálu (společně s Nolanem Gouldem a Ricem Rodriguezem) | Taková normální rodinka | nominace  |
| 2011 | Cena Sdružení filmových a televizních herců | Nejlepší seriálové obsazení (komedie)                                         | Taková normální rodinka | vítězství |
| 2012 | Cena Sdružení filmových a televizních herců | Nejlepší seriálové obsazení (komedie)                                         | Taková normální rodinka | vítězství |
| 2013 | Cena Sdružení filmových a televizních herců | Nejlepší seriálové obsazení (komedie)                                         | Taková normální rodinka | vítězství |
| 2013 | Teen Choice Awards                          | Zlodějka scén (televize)                                                      | Taková normální rodinka | nominace  |
| 2014 | Cena Sdružení filmových a televizních herců | Nejlepší seriálové obsazení (komedie)                                         | Taková normální rodinka | nominace  |
| 2016 | Cena Sdružení filmových a televizních herců | Nejlepší seriálové obsazení (komedie)                                         | Taková normální rodinka | nominace  |
| 2017 | Cena Sdružení filmových a televizních herců | Nejlepší seriálové obsazení (komedie)                                         | Taková normální rodinka | nominace  |
| 2018 | Teen Choice Awards                          | Nejoblíbenější seriálový herec (komedie)                                      | Taková normální rodinka | nominace  |